# Onosmodium
Onosmodium es un género de plantas con flores de la familia Boraginaceae. Comprende 26 especies descritas y de estas solo 4 aceptadas.

## Taxonomía
El género fue descrito por André Michaux y publicado en Flora Boreali-Americana 1: 132–133, pl. 15. 1803. La especie tipo es: Onosmodium hispidum Michx.

## Especies aceptadas
A continuación se brinda un listado de las especies del género Onosmodium aceptadas hasta septiembre de 2013, ordenadas alfabéticamente. Para cada una se indica el nombre binomial seguido del autor, abreviado según las convenciones y usos.
- Onosmodium dodrantale I.M. Johnst.
- Onosmodium oaxacanum B.L. Turner
- Onosmodium unicum J.F. Macbr.
- Onosmodium virginianum (L.) A. DC.